# Тамура Юкарі
Юкарі Тамура  (яп. 田村 ゆかり Тамура Юкарі) , популярна сейю та J-pop-співачка. Народилась 27 лютого 1976 року, в місті Фукуока, преф. Фукуока, Японія. Як сейю, співпрацює компанією amuleto, як співачка — з компанією Cana aria. Офіціальний фан-клуб, заснований в квітні 2001 року, носить назву «Mellow Pretty». Шанувальники називають її Юкарін (яп. ゆ か り ん), серед колег вона також відома, як Юкарі-тан (ゆ か り た ん) і Юкарі-хіме (ゆ か り 姫). Її двоюрідний брат Харамакі Кодзі (яп. 服巻 浩司, Харамакі Ко:дзі) також є сейю.
В її репертуарі - персонажі самих різних типів: наївні, криваві, цундере, мовчазні, загадкові і т. д. Їй доводилося грати «подвійні» ролі, наприклад, роль Фуруде Ріки в Higurashi no Naku Koro ni, або Рандо: Ріно / Путтян в Best Student Council. Може озвучувати також і ролі хлопчиків, хоча робить це нечасто. 

## Біографія
Тамура хотіла стати сейю ще в дитинстві. Одним з факторів, що вплинули на це, вважається те, що в четвертому класі початкової школи її похвалили за читання на уроці японської мови. У середній і старшій школі відвідувала гуртки співу та театрального мистецтва. Після закінчення школи влаштувалася працювати в одну з фірм Фукуокі, одночасно відвідуючи заняття в академії анімації Йойогі (Фукуоська філія). В цей же період працювала асистентом на радіопередачі THE3P радіостанції KBC. Після закінчення академії Йойогі вона не змогла дебютувати, тому, не бажаючи розлучатися зі своєю мрією, переїхала в Токіо, де вступила до інституту сейю «Nichinare», щоб потім вступити в компанію Art Vision, якій належить даний інститут. 
Перш ніж дебютувати в якості сейю, вона вже виступала, як співачка, і тому був період, коли вона сумнівалася, чи варто продовжувати намагатися стати сейю. Тим більше, що спочатку справи складалися не дуже добре, у неї були комплекси через високий голос, проблеми у взаєминах з друзями, труднощі через низький соціальний статус і т. д. 
Її дебют в аніме відбувся в 1997 році, а головну роль вона вперше зіграла в наступному, 1998 році, в серіалі «Удвох під одним дахом» Футарігурасі (яп. ふたり暮し)   Після цього у неї було ще близько 50 ролей, серед яких можна назвати такі, як Такаматі Наноха (Magical Girl Lyrical Nanoha), Кавасумі Май (Kanon), Моріно Ітіго (Onegai Teacher), Мітіру (Air), Йосіно Сакура (DC ~ Da Capo ~), Фуруде Ріка (Higurashi no Naku Koro ni) і інші. 
В цілому ряді аніме грала спільно з Хоріе Юі; це, зокрема такі, як «DC ~ Da Capo ~», «Kanon», «Idolmaster: Xenoglossia», «Higurashi no Naku Koro ni» та ін. Інший її частий партнер - Накахара Май; з нею вона зіграла в серіалах «Idolmaster: Xenoglossia», «Higurashi no Naku Koro ni», «Midori days», «DearS», «Mai-HiME», «Clannad», «Magical Girl Lyrical Nanoha StrikerS» та ін. 
1 січня 2007 року вона перейшла з компанії Arts Vision в компанію I'm enterprise. У квітні того ж року змінила також звукозаписну компанію: замість Konami - King Records. У 2016 році покинула обидві компанії, перейшовши в amuleto. У червні 2017 року на заході для учасників свого фан-клубу Юкарі оголосила, що запустила свій власний лейбл - Cana aria. 
Любить кішок. Серед її хобі - виготовлення солодощів. У приготуванні звичайної їжі не фахівець, навіть коли готує для себе, їй це часом швидко набридає. Зате добре розбирається в комп'ютері (у неї «Макінтош»). Любить грати в комп'ютерні ігри; відомо, зокрема, що вона грає в Monster Hunter, Final Fantasy XI, Phantasy Star, Battlefield 4 та ін. В діяннях світової моди розбирається не дуже добре; сама вважає за краще одягатися в стилі, так званому «Lolita fashion». 
Володіє сором'язливим характером. 
Крім ролей в ТВ-аніме і OVA Тамура також озвучує персонажів в комп'ютерних іграх і на Drama CD, виступає в радіопередачах. Зокрема, вона була провідною радіопередачі 田村ゆかりのいたずら黒うさぎ(«Пустотливий чорний заєць Тамури Юкарі») і суміжній з нею передачі по інтернет-радіо 喫茶黒うさぎ~秘密の小部屋~ («Чайна "Чорний заєць" - таємна кімнатка»); обидві передачі виходили щотижня з 2003 року (друга - з деякою перервою; транслювалася на сайті Oh! sama TV ). У 2016 році в зв'язку зі зміною лейбла радіопередачі були завершені. У липні ж 2017 року Юкары повернулася на радіо з новою передачею 田村ゆかりの乙女心 ♡症候群 (Дівоче серце Тамури Юкары ♡ синдром). 
Крім цього, Тамура продовжує виступати і в якості співачки. Перший її диск - Ю:кі-о кудасай (яп. 勇気をください) вийшов 1997 року. З тих пір вона записала в цілому 10 альбомів і 24 сингли (не рахуючи дисків з так званим «Character Songs», піснями персонажів з аніме). Пісні, пов'язані з аніме, вона виконує як самостійно, так і у співпраці з іншими сейю. Наприклад, в 1999 році вона утворила юніт Яматонадесіко (яп. やまとなでしこ) з вже згаданою Хоріе Юі. 
Виступає вона також і з концертами. Серед іншого, в березні 2008 року вона, третьою з числа сейю (до неї були Сііна Хекіру і Мідзукі Нана), дала концерт у відомому спортивному залі Ніппон Будокан. 

## Ролі

### Аніме
Імена наводяться в європейському порядку (ім'я, прізвище), провідні ролі жирним шрифтом.
1997
- Tenchi Muyo! (Йосінага)
- Battle Athletes Victory (Айла В. Розновскі (в молодості))

1998
- Futari Gurashi (Хікару Сайто)
- Detective Conan (Міна Аосіма (серії 121-122); Юка Кінно (серія 414))

1999
- Dai-Guard (Фуука Танігава)
- Angel Links (LiEF baby; Саллі; Яйої; Іе)
- Boogiepop Phantom (Кеко Кісіта)
- The Big O (співробітник суду)

2000
- Ginsoukikou Ordian (Мей Лі)
- Shin Megami Tensei: Devil Children (Некомата)
- Hero Hero-kun (Кіра Кіра)
- Miami Guns (Лу Амано)
- The King of Braves GaoGaiGar Final (АнРю; КоуРю; ТенРюДзін)
- Muteki Ou Tri-Zenon (Ріко Мунаката; Кураму Кьо)
- Labyrinth of Flames (Касумі)
- Dotto Koni-chan (Моро)
- Oh! Super Milk-Chan (Хіросуе)

2001
- Galaxy Angel (Ранфа Франбуаз)
- Memories Off (Каору Отоха)
- The SoulTaker (Асука Сакураі)
- s-CRY-ed (Канамі Юта)
- Pretear (Яйої Такато; Тіпі)

2002
- Zaion: I Wish You Were Here (Ай)
- King of Bandit Jing (Роуз)
- Onegai Teacher (Ітіго Моріно)
- Kanon (Маї Кавасумі)
- Galaxy Angel Z (Ранфа Франбуаз)
- Galaxy Angel A (Ранфа Франбуаз)
- Mirmo! (2002-2005) (Койомі)
- Naruto (Тентен)
- G-On Riders (Zero)
- Pita Ten (Міся)
- Nurse Witch Komugi (Асука Сакураі)

2003
- ROD the TV (Харухі Нісідзоно, Нацумі Нісідзоно)
- DC ~ Da Capo ~ (Сакура Йосіно)
- Onegai Twins (Ітіго Моріно)
- Godannar (Елліс Валентін)
- Galaxy Angel Ранфа Франбуаз

2004
- DearS (Ня)
- Midori no Hibi (Сіора Цукісіма)
- Uta∽Kata (Мітіру Мунаката)
- Galaxy Angel X Ранфа Франбуаз
- Kujibiki Unbalance (Комакі Асагірі)
- Interlude (Тамакі Майко)
- Final Approach (Мікі Морія)
- The Melody of Oblivion (Коко)
- Le Portrait de Petit Cossette (Каорі Нісімото)
- Vulgar Ghost Daydream (Аі Кунугі)
- Mai-HiME (Мідорі Сугіура)
- Nurse Witch Komugi (Асука Сакураі)
- Magical Girl Lyrical Nanoha (Наноха Такаматі)
- Godannar (2 сезон) (Елліс Валентін)

2005
- Air (Мітіру)
- Best Student Council (Ріно Рандо / Путтян)
- Otogi-Jūshi Akazukin OVA (Акадзукін)
- Shakugan no Shana (Тіріель ( «Айзента»))
- Jinki: EXTEND (Руї Ко сака)
- SoltyRei (Селіка Яйой)
- DCSS: Da Capo Second Season (Сакура Йосіно)
- Full Metal Panic !: The Second Raid (ІІ Курца)
- My-Otome (Мідорі Сугіура)
- Magical Girl Lyrical Nanoha A's (Наноха Такаматі)
- Itsudatte My Santa! (Май-Май)

2006
- Kanon (Май Кавасумі)
- Kashimashi: Girl Meets Girl (Томарі Курусу)
- Higurashi no Naku Koro ni (Ріка Фуруде)
- Otogi-Jūshi Akazukin (Акадзукін)
- Ouran High School Host Club (Еклер Тоннерре)
- Galaxy Angel Rune (Ранфа Франбуаз)

2007
- Tokimeki Memorial Only Love (Юкарі Хігасіно)
- Idolmaster: Xenoglossia (Іорі Мінасе)
- Magical Girl Lyrical Nanoha StrikerS (Наноха Такаматі)
- Heroic Age (Тейл Ол Нахільм)
- Gintama (Сакі Ханано)
- Sugarbunnies (Шарлотта, Момоуса)
- Higurashi no Naku Koro ni Kai (Ріка Фуруде, Фредеріка Бернкастель)
- MOETAN (Інк Нідзіхара / Пастель Інк)
- Mushi-Uta (Адзуса Хорідзакі / Мін-мін)
- Myself; Yourself (Сюрі Вакацукі)
- Sketchbook: full color'S (Нагіса Куріхара)
- Shakugan no Shana II (Тіріель ( «Айзента»))
- DCII: Da Capo II (Сакура Йосіно)
- CLANNAD (Мей Сунохара)
- NiGHTS Journey of Dreams (NiGHTS)

2008
- Kaitou Tenshi Twin Angel (Харука Мінацукі)
- DCII: Da Capo II Second Season (Сакура Йосіно)
- Nabari no Ou (Сінрабан-сьо)
- Monochrome Factor (Лулу)
- Clannad ~ After Story ~ (Мей Сунохара)
- Kuroshitsuji (Елізабет Мідфорд)
- Sugarbunnies : Chocolat! (Момоуса, Ханауса)

2009
- Sora o kakeru shoujo (Кадзане Сісідо)
- Asu no Yoichi (Тиха Ікаруґа)
- Kurokami The Animation (Ексель)
- Kämpfer (Сеппуку Куроусагі)
- Umineko no naku koro ni (Фредеріка Бернкастель)
- Hayate no gotoku !! 2 сезон (Мая)
- To Aru Kagaku no Railgun (Дзюфуку Міхо)

2010
- Katanagatari (Тогаме)
- B-gata H-kei (Ямада)
- Mayoi neko Overrun! (Кахо Тікумаен)
- Kuroshitsuji другий сезон (Елізабет Мідфорд)

2011
- Kore wa Zombie Desu ka? (Юклівуд Хелсайт)

2014
- No Game No Life (Джибріл)
- Akame ga Kill! (Майн)

2018
- Hugtto! Precure (Лулу Амур)

## Музичні записи

### Сингли
Більшість синглів включають в себе три пісні (не рахуючи караоке-версій). Багато пісень, що входять в сингли, виконувалися в аніме або радіопередачах за участю Тамуров. 
1. summer melody (травень 2001, Konami Digital Entertainment, далі просто «Konami»)
2. Love ♡ parade (квітень 2002 Konami)
3. Baby's Breath (серпень 2002 Konami)
4. Lovely Magic (травень 2003 Konami)
5. 眠れぬ夜につかまえて(Nemurenu yoru ni tsukamaete) (вересень 2003 Konami)
6. 夢見月のアリス(Yume mitsuki no Arisu) (травень 2004, Konami)
7. Little Wish ~lyrical step~ (жовтень 2004, Konami). Включає кінцеву пісню (ендінг) з аніме Magical Girl Lyrical Nanoha
8. 恋せよ女の子(Koi seyo onnanoko) (жовтень 2004, Konami). Включає початкову пісню (опенінг) з аніме Gokujou Seitokai
9. Spiritual Garden (жовтень 2005, Konami). Включає кінцеву пісню (ендінг) з аніме Magical Girl Lyrical Nanoha A's
10. 童話迷宮(Douwa meikyuu) (серпень 2006, Konami). Включає початкову пісню (опенінг) з аніме Otogi-Jūshi Akazukin
11. Princess Rose (грудень 2006, Konami). Включає другу початкову пісню (опенінг) з аніме Otogi-Jūshi Akazukin
12. 星空のSpica (Hoshizora no supika) (травень 2007, Kingrecords ). Включає кінцеву пісню (ендінг) з аніме Magical Girl Lyrical Nanoha StrikerS
13. Beautiful Amulet (серпень 2007, Kingrecords). Включає другу кінцеву пісню (ендінг) з аніме Magical Girl Lyrical Nanoha StrikerS
14. mon chéri (березень 2008, Kingrecords)
15. バンビーノ·バンビーナ(Bambino Bambina) (серпень 2008, Kingrecords)
16. Tomorrow (грудень 2008, Kingrecords)
17. † Metausa-hime ~ Kuro Yukari Oukoku Misa ~ † (лютий 2009, Kingrecords)
18. You & Me (грудень 2009 Kingrecords)
19. My wish My love (січень 2010 Kingrecords)
20. おしえてA to Z (Oshiete A to Z) (квітень 2010 року, Kingrecords)
21. プラチナLover's Day (Platina Lover's Day) (січень 2011, Kingrecords)
22. Melon Ondo ~ Festival of Kingdom ~ (めろ~ん音頭~ Festival of Kingdom ~) (квітень 2011, Kingrecords)
23. Endless Story (жовтень 2011, Kingrecords)
24. 微笑みのプルマージュ(Hohoemi no Plumage) (серпень 2012 Kingrecords)
25. W: wonder Tale (лютий 2013, Kingrecords)
26. Fantastic Future (квітень 2013, Kingrecords)
27. 秘密の扉から会いにきて(Himitsu no Tobira kara Ai ni Kite) (лютий 2014 року, Kingrecords)

### Альбоми
Альбоми можуть включати в себе як пісні, що вже виходили на синглах, так і нові пісні. Зазвичай вони виходили на CD, хоча в деяких випадках випускалися також обмеженим тиражем додаткові DVD з відеоматеріалами. 
1. 天使は瞳の中に(Tenshi wa hitomi no naka ni) (липень 2001, Konami)
2. 花降り月夜と恋曜日. (Hanafuri tsukiyo to koiyoubi) (вересень 2002 Konami)
3. 蒼空に揺れる蜜月の小舟. (Aozora ni yureru mitsugetsu no kobune) (листопад 2003 Konami)
4. 琥珀の詩,ひとひら(Kohaku no uta, hitohira) (березень 2005, Konami)
5. 銀の旋律,記憶の水音. (Gin no senritsu, kyoku no mizuoto) (квітень 2006, Konami)
6. 十六夜の月,カナリアの恋. (Izayoi no tsuki, kanaria no koi) (лютий 2008, Kingrecords)
7. 木漏れ日の花冠(Komorebi no rozetto) (лютий 2009, Kingrecords)
8. シトロンの雨(Citron no Ame) (вересень 2010 року, Kingrecords)
9. 春待ちソレイユ(Harumachi Soleil) (грудень 2011, Kingrecords)
10. 螺旋の果実(Rasen no Kajitsu) (листопад 2013, Kingrecords)

Ще кілька альбомів зазвичай не включаються в загальний рахунок альбомів: 
- WHAT'S NEW PUSSYCAT? (вересень 1997, PolyGram). Найперший альбом, вийшов в форматі міні-альбому (30 хвилин).
- True Romance (березень 2003 Konami). Збірник пісень, що вже виходили раніше
- Sincerely Dears ... (березень 2007, Konami). Збірник кращих пісень
- Everlasting Gift (жовтень 2012, Kingrecords). Збірник кращих пісень
- Princess ♡ Limited (листопад 2017, Cana aria). Перший міні-альбом з моменту зміни лейбла